# 2014년 우크라이나 총선
2014년 우크라이나 총선은 2014년 10월 26일 우크라이나의 최고 라다 의원을 선출하기 위해 열린 조기선거이다. 2014년 5월 대통령 선거에서 페트로 포로셴코가 당선된 이후 포로셴코는 줄곧 조기 총선거를 추진했다. 7월에는 집권하던 연립내각이 해체되면서 대통령에게 의회 해산권이 주어졌고, 2014년 8월 25일에는 의회 해산과 조기선거 개최를 발표했다.
러시아가 점령중인 크림 자치 공화국과 세바스토폴, 돈바스 전쟁이 진행 중인 도네츠크주와 루한스크주의 대부분 지역에서는 선거가 열리지 않았다. 이 때문에 총원 450석 중 27석이 선거 없이 공석으로 남겨졌다.
이 선거로 우크라이나 정치지형이 급변했다. 2010년부터 2014년까지 집권당이었고 2006년부터 꾸준히 양당으로 많은 의석을 배출했던 지역당은 2014년 총선에 참여하지 않았고 비공식적인 후계당인 야권전선은 9%의 득표율로 급감했다. 또한 우크라이나의 독립 이후 처음으로 우크라이나 공산당이 의석 확보에 실패하며 원외정당으로 추락했다. 반면 2014년 7월 포로셴코 지지자들이 결성한 페트로 포로셴코 블록, 2014년 8월 바티키우시나에서 분당한 인민전선, 2012년 창당된 자조당, 2014년 9월 전 지역당 의원이 모여 창당한 야권전선 등 4개 신당이 가장 높은 득표율을 기록했다.
선거 이후 꾸려진 신의회는 2014년 11월 27일 개회했다. 같은날 페트로 포로셴코 블록, 인민전선, 자조당, 바티키우시나 5개 당이 모여 "유럽 우크라이나" 회파를 결성했다. 12월 2일에는 아르세니 야체뉴크 총리를 중심으로 야체뉴크 제2내각이 결성되었다.

## 배경
2011년 11월 개정된 선거법에 따르면 최고 라다는 최소 매 5년마다 열려야 했다. 이 법은 2012년 우크라이나 총선과 동시에 발효되었다. 만약 조기선거가 없었다면 다음 총선은 2017년 10월 29일에 열릴 예정이었다. 하지만 2014년 5월 25일 대통령 선거에서 승리한 페트로 포로셴코는 당선 직후 조기 총선을 실시하겠다고 말했다. 유럽 평의회 입법회의 6월 26일 회의에서는 포로셴코가 다음 총선을 2014년 10월에는 열기를 바란다면서 이를 "가장 민주적인 길"이라고 말했다.
유로마이단 운동과 뒤이은 2014년 우크라이나 혁명의 여파로 결성된 야체뉴크 제1내각은 7월 24일 해산되었다. 만약 30일 이내에 새로운 연정내각이 수립되지 않는다면 포로셴코 대통령에게 의회를 해산하고 조기총선을 열 수 있는 권한이 부여되었다. 내각 해산과 동시에 주권유럽 우크라이나 회파는 2014년 9월 28일에 조기총선을 실시할 것을 요구하는 법안을 의회에 제출했다.
8월 14일 우크라이나 텔레비전 채널과의 인터뷰에서 포로셴코 대통령은 자칭 분리를 선언한 도네츠크 인민공화국과 루간스크 인민공화국을 테러조직으로 지정하지 않은 책임이 있다며 조기총선을 정당화했다. 우크라이나 동부의 돈바스 지역에 있는 두 공화국은 각각 우크라이나의 도네츠크주와 루한스크주에서 분리되었으며 돈바스 전쟁으로 우크라이나 정부와 교전하고 있다. 포로셴코는 "그 전체 파벌에서 많은 의원이 해외 [러시아]에서 통제받고 있는 '제5열'이 가득한 의회와 어떻게 협력해야 하는지 모르겠다. 이들의 위험은 점점 커지고 있다."라고 말했다. 또한 포로셴코는 조기총선이 "의회 뿐 아니라 정계를 정화하는 가장 최고이고 효율적인 방법"이라고 말했다.
포로셴코는 8월 25일에 2014년 10월 26일 조기총선을 실시해야한다고 촉구했다. 동시에 말한 텔레비전 연설에서 포로셴코는 "[전 대통령] 빅토르 야누코비치가 주축인 의회를 정화"하는데 필요한 선거라고 말했다. 또한 "이 의원들은 선출한 우크라이나 국민을 대표하지 못한다"라고도 말했다. 또한 이들 의원은 "수백명의 목숨을 앗아간 (2014년 1월의) 독재법 제정에 책임이 있다"고 말했다. 그러면서 (당시) 현직 의원 중 대다수가 "무장세력/분리주의자의 직접적인 후원자거나 공범, 최소한 동조자"라고 말했다.

## 선거제

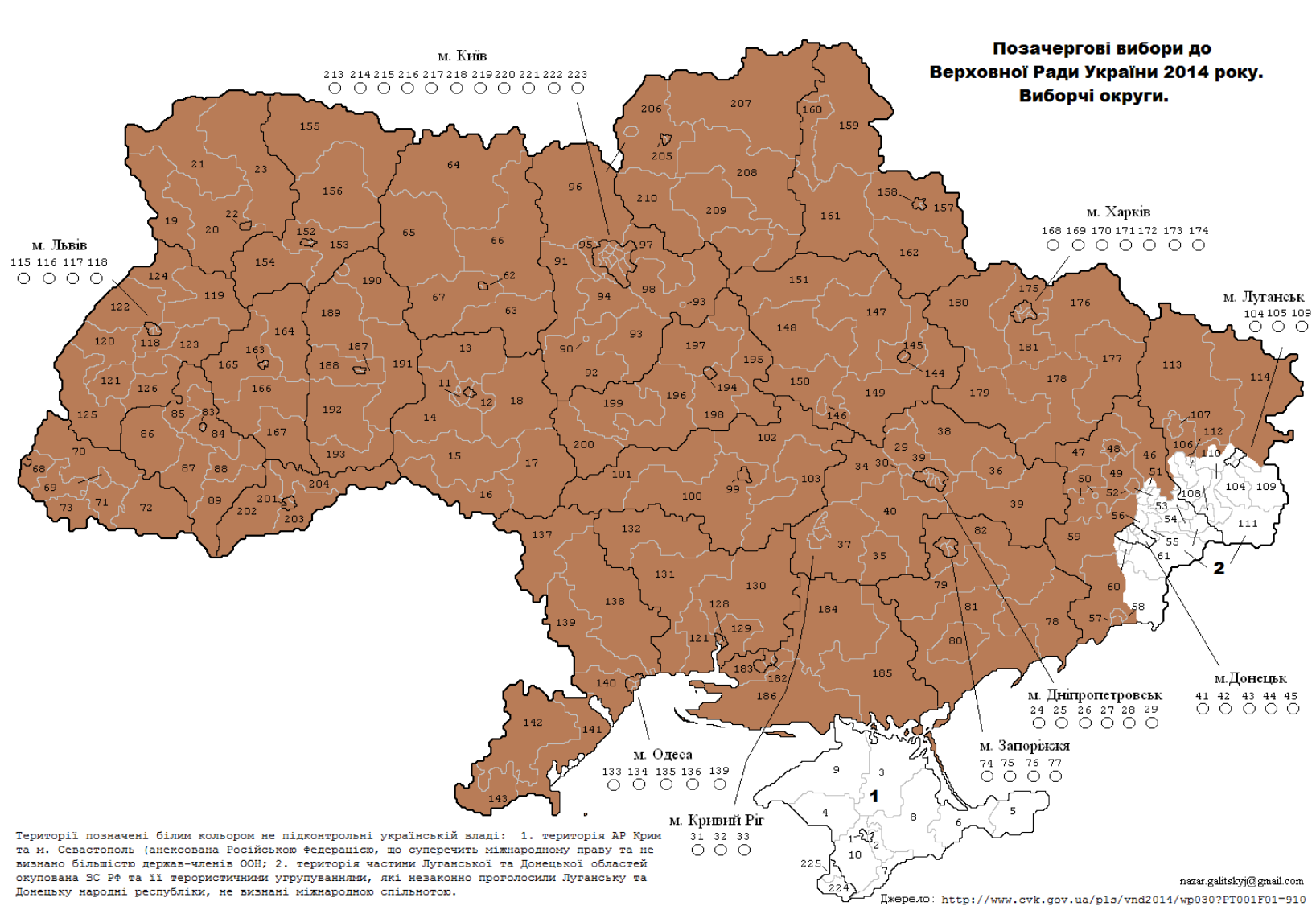
2014년 우크라이나 총선의 소선거제식 선거구 지도.

최고 라다 의원 정수는 450명이 5년 임기제로 1인 2투표제로 선출되는데, 225명은 단순(FPTP) 소선거구제로 선출되며, 225명은 전국단일명부 폐쇄명부식 비례대표제로 최대잉여방식을 사용해 최소 정당지지율이 5%를 넘어야 선출되는 방식으로 이뤄져 있다. 1998년에서 2007년까지 이뤄졌던 선거와는 달리 정당이 선거블록을 구성할 수 없다. 공개명부식 비례대표제와 선거블록식 선거제로 열려는 시도가 있었으나 실패했다.
225개 선거구로 나누는 방식은 2012년 우크라이나 총선과 동일하다. 이 중 198개 선거구에서만 선거가 열렸다.

### 미선거 지역

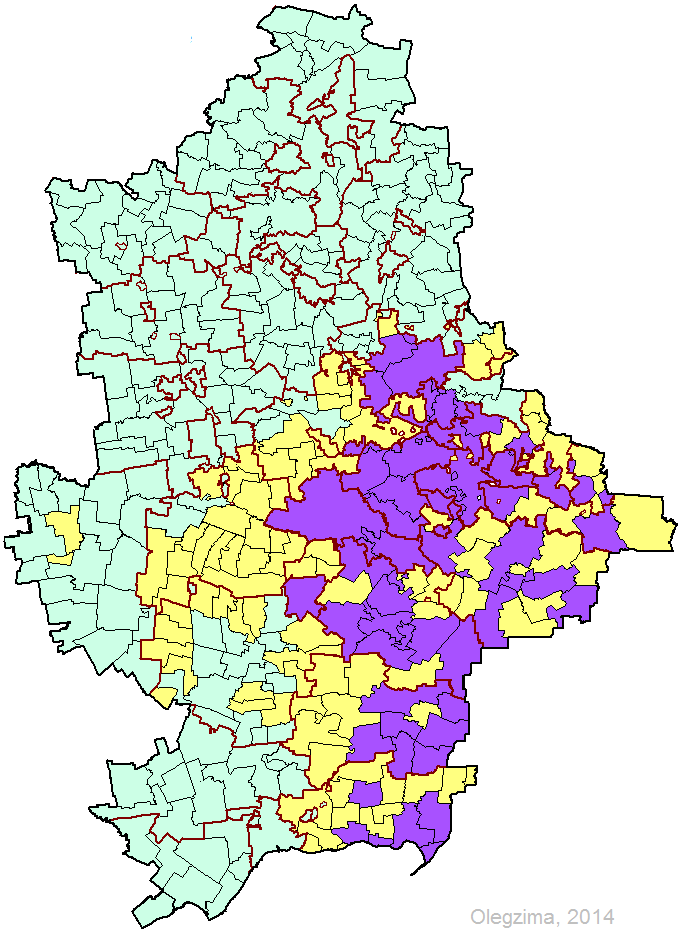
도네츠크주의 지도. 연한 녹색은 우크라이나 총선이 열린 지역이며 보라색은 11월 2일 열린 도네츠크 인민공화국의 총선을 진행한 선거구, 노란색은 양쪽 선거가 전부 열리지 않은 지역이다.

우크라이나 정부의 통제를 받지 않는 지역은 선거를 열 수 없었다. 특히 러시아가 점령한 크림반도에서 크림 자치 공화국의 10개 선거구, 세바스토폴의 2개 선거구는 선거가 전부 미실시되었다. 돈바스에서는 일부 지역에서 선거가 열리지 않았다. 민주감시단체인 OPORA에서는 크림반도와 세바스토폴에서 180만명, 도네츠크주에서 160만명, 루한스크주에서 120만명 등 총 460만명이 선거에 참여할 수 없었다고 발표했다.

#### 크림반도
우크라이나 전체 유권자수의 약 5%를 차지하는 약 180만명의 유권자가 크림 자치 공화국과 세바스토폴에 거주하고 있다. 우크라이나 정부는 2014년 3월 크림 위기 당시 크림반도 지역의 통제권을 상실했다. 그 이후로 크림반도에서는 합법적인 선거가 실시되지 않았다. 2014년 총선에서도 크림반도의 유권자들은 전국단일선거구식 정당명부제 비례투표에는 다른 지역으로 가서 투표할 수 있었으나 단일소선거구에서 후보에게 투표할 순 없었다.

#### 돈바스
돈바스는 우크라이나의 가장 동쪽에 있는 2개주 도네츠크, 루한스크를 가리키는 지역명이다. 약 5백만명의 유권자가 거주하고 있으며 이는 우크라이나 전체 유권자수의 약 14%를 차지한다. 2014년 여름부터 가을 휴전까지 돈바스에서 격렬한 전쟁이 일어난 후에도 돈바스의 약 절반은 야누코비치를 지지하는 분리주의자들이 점령하고 있었다. 선거 전날 중앙선거관리위원회(CEC)는 점령지역에서 총선을 진행할 수 없다고 발표했다. 따라서 돈바스 32개 선거구 중 8개 선거구에서만 본투표가 전부 진행되었다. 나머지 중 9개 선거구에서는 우크라이나 정부 통제지역과 비통제지역으로 나누어 일부 지역에서만 투표를 할 수 있게 진행했다. 이 중 2개 선거구에서는 극히 일부 지역에서만 투표소를 열 수 있어 제53선거구에서는 유권자의 9%만, 제45선거구에서는 유권자의 2%만 투표를 할 수 있었다. 그럼에도 두 선거구의 소선거구제 선거는 인정받아 당선자인 각각 올레흐 네다바, 유힘 즈뱌힐스키는 의원이 되었다. 나머지 15개 선거구에서는 투표가 전혀 진행되지 않았다.
|                                    | 도네츠크주 | 루한스크주 | 총합   |
| ---------------------------------- | ---------- | ---------- | ------ |
| 전 지역에서 선거를 진행한 선거구   | 7개소      | 1개소      | 8개소  |
| 일부 지역에서 선거를 진행한 선거구 | 5개소      | 4개소      | 9개소  |
| 선거가 진행되지 않은 선거구        | 9개소      | 6개소      | 15개소 |

점령된 영토 지역에서는 도네츠크 인민공화국과 루간스크 인민공화국이 11월 2일 소위 자체 총선을 진행했는데 민스크 협정에 따라 이 선거는 불법화되었고 국제사회에서는 돈바스의 선거를 인정하지 않았다.

## 선거 운동
225개 선거구에서 총 3,321명의 후보가 출마를 선언했으며, 이 중 2,018명이 무소속 후보였다. 총 52개 정당이 후보를 지명했다. 10월 1일 후보 등록 마감일 이후 총 147명의 후보가 사퇴했다.
선거 운동 기간에 대외관계와 돈바스 전쟁에 대한 각 정당별 입장은 크게 두 종류로 나눌 수 있었다. 하나는 무력 사용으로 돈바스 전쟁을 종식시키자는 주장을 하는 친유럽계 정당으로 바티키우시나, 시민의 지위, 급진당, 인민전선(이 당은 무력 사용에 대해 애매한 자세를 취함) 등이 있었다. 스보보다도 적극적인 무력 사용으로 돈바스 전쟁 종식을 요구했다. 페트로 포로셴코 블록은 평화적인 해결책으로 돈바스 전쟁 종식을 원한 유일한 친유럽계 정당이다. 또 다른 종류는 강한 우크라이나와 야권전선을 주축으로 한 친러 계열로 돈바스 전쟁을 평화적 해결책으로 종식시키기를 원했다. 우크라이나 공산당은 "분리주의 계열 반란을 효율적으로 지원하자"라고 주장했다.
총선에 참여한 정당 중 급진당과 공산당이 거의 유일한 좌익 정당이다.

### 등록정당과 후보
2014년 9월 26일, 우크라이나 중앙선거관리위원회는 전국전당명부 등록을 마감했다. 총 29개 정당이 총선에 참여했다. 투표지에서는 아래 순서대로 비례대표 투표지에 정당명이 인쇄되었다.
1. 올레흐 랴슈코의 급진당
2. 우크라이나 여성 연대
3. 우크라이나 인터넷당
4. 야권전선
5. 인민전선
6. 5.10
7. 전우크라이나 농민연합 "자스툽"
8. 부흥
9. 새정치
10. 단결된 국가
11. 인민의 힘
12. 스보보다
13. 우크라이나 국민민주당
14. 우크라이나 공산당
15. 자조당
16. 우크라이나는 단결되었다
17. 우익 섹터
18. 미래의 우크라이나
19. 우크라이나 자유당
20. 우크라이나 녹색당
21. 녹색행성
22. 페트로 포로셴코 블록
23. 힘과 명예
24. 우크라이나 민족주의자 회의
25. 강한 우크라이나
26. 바티키우시나
27. 시민의 지위
28. 우크라이나 좌익군단블록
29. 우크라이나 시민운동

#### 정치연합 수립
9월 2일 우크라이나 민주개혁동맹(UDAR) 원내대표 비탈리 코발추크는 자당과 페트로 포로셴코 블록이 2014년 3월 29일 "총선공동참여선언"에 합의한 이후부터 두 당이 이번 총선을 앞두고 어떠한 '방식'으로 참여할 것인지 '논의중'이라고 밝혔다. 9월 15일에는 페트로 포로셴코 블록의 비례정당명부 중 30%가 UDAR 소속으로 채워질 것이며, 명단 제1후보에는 비탈리 클리치코가 있다는 사실이 알려졌으나 클리치코는 자신은 키이우 시장에 사퇴하지 않을 것이라고 말했다.
9월 7일 열린 시민의 지위 당대회에서는 민주동맹과 함께 부분적인 선거연합을 맺어 비례명부에 같이 하나의 명부로 같이 출마하기로 결정했다.
9월 10일 바티키우시나는 공동당대표였던 아르세니 야체뉴크와 올렉산드르 투르치노우가 비례명부 문제로 완전히 갈라져 신당 인민전선을 창당하면서 완전히 분열되었다.
지난 2012년 총선에서 제1당이었던 지역당은 돈바스의 모든 주민이 선거에 참여할 수 없어 선거의 정당성이 부족하다며 총선 출마를 거부했다. 지역당에서 총선에 나가기로 결정한 개별 의원은 야권전선 후보로 출마했다. 당 비례대표명부를 작성한 유리 보이코는 야권전선은 하나의 정당이 아니라 개별 정치인들이 모인 '정치집합체'라고 말했다.

## 여론조사

2012년 10월부터 2014년 우크라이나 총선 직전까지 정당별 지지율 변화를 그린 그래프

## 선거 관리
2014년 우크라이나 총선은 공인된 2,321명의 해외 옵서버가 감독했다. 이 중 304명은 21개국의 대표로 왔으며 2,017명은 20개 국제조직에서 옵서버로 방문했다.
우크라이나의 민주감시단체인 OPORA은 선거는 합법적으로 진행되었으나, 돈바스 지역의 전투로 인해 "선거운동이 국가 한계 내에서 완전히 자유롭게 진행되고 있다고 말할 수 없다"라고 밝혔다. NGO인 우크라이나 유권자 위원회는 중앙선거관리위원회에게 "중대한 선거부정이 다수 발견되었다"며 45번과 102번 선거구의 선거결과를 무효처리해달라고 요구하기도 했다.
유럽 안보 협력 기구(OSCE)는 총선이 "국제적으로 한 약속과 부합했으며, 공정하고 효율적인 선거관리위원회와 유권자에게 실질적인 선택권을 제공한 경쟁적인 경선, 기본적인 자유에 대한 보편적인 존중 등 여러 긍정적인 측면이 나타났다."라고 말했다. 또한 유럽 연합 정상회의 상임의장인 헤르만 반 롬푀이와 유럽 연합 집행위원장 조제 마누엘 두랑 바호주는 총선을 "우크라이나 국민과 민주주의의 승리"라고 말했다.

## 결과

2014년 우크라이나 총선 당시 우크라이나 전역의 투표율 지도.

당시 개표가 상당히 지연되었다. 중앙선거관리위원회는 모든 투표용지는 11월 10일에만 개표되었다고 설명했다. 제38선거구의 결과는 법정에 선거 결과 이의제기가 들어와 11월 중순까지 발표가 연기되었다.
투표자수는 2012년 20,797,206명에서 2014년 16,052,228명으로 감소했다. 가장 큰 이유는 우크라이나 동부와 남부 일부 지역에서 투표가 진행되지 않아 생겼다. 이 때문에 공식 투표율은 선거가 열린 지역에서 거주하는 인구수만 가지고 나누어 계산했다. 이 계산식에 따르면 선거 가능 총 인구수는 30,921,218명이다. 따라서 2014년 총선의 공식적인 투표율은 51.91%이며, 이는 2012년 57.43%에 비하면 소폭 줄어든 수치이다.
투표율은 지역별로 큰 차이를 보였다. 가장 높은 투표율(65-70%)를 보인 지역은 우크라이나 서부(자카르파탸주와 체르니우치주 제외)였으며 우크라이나 중부 지역은 평균인 54-58%를, 남부와 동부는 비교적 낮은 40-48%를 보였다. 돈바스의 2개주, 정확히 선거가 열린 지역에 한해 계산한 투표율은 32%로 우크라이나 전국에서 가장 낮았다.
이전까지는 돈바스 지역이 우크라이나에서 가장 높은 투표율을 보인 지역이었다. 동부연구센터의 타데우즈 올잔스키에 따르면 2014년 우크라이나 혁명 전까지 동부에서 막강한 권력을 쥐고 있던 지역당이 인위적으로 그동안 투표율을 높였던 것이라고 밝혔다. 2014년 선거는 이러한 인위적인 투표율 상승 유도가 사라진 결과라고 해석했다. 돈바스와 기타 동남부 지역의 투표율이 낮았던 또 다른 이유로는 유권자들을 대변하는 정당이 아에 없다고 느낀 결과라고 해석한 경우도 있다.
| 정당명                 | 정당명                               | 비례대표                             | 비례대표                             | 비례대표                             | 지역구                               | 지역구                               | 지역구 | 총 의석수 | 이전선거 +/- |
| 정당명                 | 정당명                               | 득표수                               | %                                    | 의석수                               | 득표수                               | %                                    | 의석수 | 총 의석수 | 이전선거 +/- |
| ---------------------- | ------------------------------------ | ------------------------------------ | ------------------------------------ | ------------------------------------ | ------------------------------------ | ------------------------------------ | ------ | --------- | ------------ |
|                        | 인민전선                             | 3,488,114                            | 22.14                                | 64                                   | 1,461,870                            | 9.64                                 | 18     | 82        | 신당         |
|                        | 페트로 포로셴코 블록                 | 3,437,521                            | 21.82                                | 63                                   | 2,896,640                            | 19.11                                | 68     | 131       | 신당         |
|                        | 자조당                               | 1,729,271                            | 10.98                                | 32                                   | 161,175                              | 1.06                                 | 1      | 33        | 신당         |
|                        | 야권전선                             | 1,486,203                            | 9.43                                 | 27                                   | 223,649                              | 1.48                                 | 2      | 29        | 신당         |
|                        | 올레흐 랴슈코의 급진당               | 1,173,131                            | 7.45                                 | 22                                   | 601,022                              | 3.96                                 | 0      | 22        | +21          |
|                        | 바티키우시나                         | 894,837                              | 5.68                                 | 17                                   | 960,285                              | 6.33                                 | 3      | 20        | –81          |
|                        | 스보보다                             | 742,022                              | 4.71                                 | 0                                    | 358,061                              | 2.36                                 | 6      | 6         | –31          |
|                        | 우크라이나 공산당                    | 611,923                              | 3.88                                 | 0                                    | 226,176                              | 1.49                                 | 0      | 0         | –32          |
|                        | 강한 우크라이나                      | 491,471                              | 3.12                                 | 0                                    | 259,676                              | 1.71                                 | 1      | 1         | 신당         |
|                        | 시민의 지위                          | 489,523                              | 3.11                                 | 0                                    | 51,731                               | 0.34                                 | 0      | 0         | 0            |
|                        | 자스툽                               | 418,301                              | 2.66                                 | 0                                    | 134,418                              | 0.89                                 | 1      | 1         | 신당         |
|                        | 우익 섹터                            | 284,943                              | 1.81                                 | 0                                    | 156,763                              | 1.03                                 | 1      | 1         | +1           |
|                        | 우크라이나 여성 연대                 | 105,094                              | 0.67                                 | 0                                    | 8,649                                | 0.06                                 | 0      | 0         | 0            |
|                        | 5.10                                 | 67,124                               | 0.43                                 | 0                                    | 4,324                                | 0.03                                 | 0      | 0         | 신당         |
|                        | 우크라이나 인터넷당                  | 58,197                               | 0.37                                 | 0                                    | 8,709                                | 0.06                                 | 0      | 0         | 0            |
|                        | 우크라이나 녹색당                    | 39,636                               | 0.25                                 | 0                                    | 4,612                                | 0.03                                 | 0      | 0         | 0            |
|                        | 녹색 행성                            | 37,726                               | 0.24                                 | 0                                    | 19,238                               | 0.13                                 | 0      | 0         | 0            |
|                        | 부흥                                 | 31,201                               | 0.20                                 | 0                                    |                                      |                                      |        | 0         | 0            |
|                        | 단결된 국가                          | 28,145                               | 0.18                                 | 0                                    |                                      |                                      |        | 0         | 신당         |
|                        | 우크라이나는 단결되었다              | 19,838                               | 0.13                                 | 0                                    |                                      |                                      |        | 0         | 신당         |
|                        | 새정치                               | 19,222                               | 0.12                                 | 0                                    | 7,481                                | 0.05                                 | 0      | 0         | 0            |
|                        | 인민의 힘                            | 17,817                               | 0.11                                 | 0                                    | 44,161                               | 0.29                                 | 0      | 0         | 신당         |
|                        | 미래의 우크라이나                    | 14,168                               | 0.09                                 | 0                                    |                                      |                                      |        | 0         | 신당         |
|                        | 힘과 명예                            | 13,549                               | 0.09                                 | 0                                    |                                      |                                      |        | 0         | 신당         |
|                        | 우크라이나 시민운동                  | 13,000                               | 0.08                                 | 0                                    |                                      |                                      |        | 0         | 신당         |
|                        | 우크라이나 좌익군단블록              | 12,499                               | 0.08                                 | 0                                    | 37,800                               | 0.25                                 | 0      | 0         | 신당         |
|                        | 우크라이나 국민민주당                | 11,826                               | 0.08                                 | 0                                    | 7,243                                | 0.05                                 | 0      | 0         | 신당         |
|                        | 우크라이나 민족주의자 회의           | 8,976                                | 0.06                                 | 0                                    | 31,889                               | 0.21                                 | 0      | 0         | 0            |
|                        | 우크라이나 자유당                    | 8,523                                | 0.05                                 | 0                                    | 36,421                               | 0.24                                 | 0      | 0         | 0            |
|                        | 우크라이나 연단 "소보르"             |                                      |                                      |                                      | 38,257                               | 0.25                                 | 0      | 0         | 0            |
|                        | 민주동맹                             |                                      |                                      |                                      | 31,796                               | 0.21                                 | 0      | 0         | 신당         |
|                        | 우크라이나 공화당                    |                                      |                                      |                                      | 24,845                               | 0.16                                 | 0      | 0         | 신당         |
|                        | 시민권력                             |                                      |                                      |                                      | 21,723                               | 0.14                                 | 0      | 0         | 신당         |
|                        | 협동행동                             |                                      |                                      |                                      | 19,343                               | 0.13                                 | 0      | 0         | 신당         |
|                        | 정의                                 |                                      |                                      |                                      | 14,284                               | 0.09                                 | 0      | 0         | 신당         |
|                        | 인민당                               |                                      |                                      |                                      | 13,197                               | 0.09                                 | 0      | 0         | –2           |
|                        | 우크라이나 인민운동                  |                                      |                                      |                                      | 7,488                                | 0.05                                 | 0      | 0         | 0            |
|                        | 우크라이나 성과주의당                |                                      |                                      |                                      | 3,032                                | 0.02                                 | 0      | 0         | 0            |
|                        | 우크라이나 애국자당                  |                                      |                                      |                                      | 2,268                                | 0.01                                 | 0      | 0         | 0            |
|                        | 사회기독당                           |                                      |                                      |                                      | 450                                  | 0.00                                 | 0      | 0         | 0            |
|                        | 무소속                               |                                      |                                      |                                      | 7,282,814                            | 48.03                                | 97     | 97        | +54          |
|                        | 미선거 의석 (외부상황으로 선거 불가) | 미선거 의석 (외부상황으로 선거 불가) | 미선거 의석 (외부상황으로 선거 불가) | 미선거 의석 (외부상황으로 선거 불가) | 미선거 의석 (외부상황으로 선거 불가) | 미선거 의석 (외부상황으로 선거 불가) | 27     | 27        |              |
| 총 합                  | 총 합                                | 15,753,801                           | 100.00                               | 225                                  | 15,161,490                           | 100.00                               | 225    | 450       |              |
|                        |                                      |                                      |                                      |                                      |                                      |                                      |        |           |              |
| 유효표수               | 유효표수                             | 15,753,801                           | 98.14                                |                                      |                                      |                                      |        |           |              |
| 무효표수               | 무효표수                             | 298,402                              | 1.86                                 |                                      |                                      |                                      |        |           |              |
| 총 투표수              | 총 투표수                            | 16,052,203                           | 100.00                               |                                      |                                      |                                      |        |           |              |
| 등록된 유권자수/투표율 | 등록된 유권자수/투표율               | 30,921,218                           | 51.91                                |                                      |                                      |                                      |        |           |              |
| 출처: CEC (개표 결과)  |                                      |                                      |                                      |                                      |                                      |                                      |        |           |              |

### 지도 그림
2014년 우크라이나 총선의 당선 관련 지도
- 2014년 우크라이나 총선에서 전국비례명부의 지역별 1위 득표 정당을 그린 지도.
- 2014년 우크라이나 총선에서 지역 소선거구 선거에서 각 선거구 별 당선된 후보의 당적을 그린 지도.

### 소선거구 결과
| 소선거구별 당선자 목록 | 소선거구별 당선자 목록 | 소선거구별 당선자 목록 | 소선거구별 당선자 목록                              | 소선거구별 당선자 목록 | 소선거구별 당선자 목록                                      | 소선거구별 당선자 목록 | 소선거구별 당선자 목록            |
| 지역 | 지역                   | 지역                   | 선거구[선거구]                                      | 선거구[선거구]         | 후보                                                        | 투표율                 | 소속정당                          |
| No. | 명칭                   | 선거구 No.             | 지역명 및 위치                                      | No.                    | 후보                                                        | 투표율                 | 소속정당                          |
| --- | ---------------------- | ---------------------- | --------------------------------------------------- | ---------------------- | ----------------------------------------------------------- | ---------------------- | --------------------------------- |
| 1 | AR 크림                | 10                     | 남부-동부 심페로폴-첸트랄니                         | 001                    |                                                             |                        |                                   |
| 1 | AR 크림                | 10                     | 남부-동부 심페로폴-키이우스키                       | 002                    |                                                             |                        |                                   |
| 1 | AR 크림                | 10                     | 남부-동부 잔코이                                    | 003                    |                                                             |                        |                                   |
| 1 | AR 크림                | 10                     | 남부-동부 옙파토리야                                | 004                    |                                                             |                        |                                   |
| 1 | AR 크림                | 10                     | 남부-동부 옙파토리야 케르치                         | 005                    |                                                             |                        |                                   |
| 1 | AR 크림                | 10                     | 남부-동부 페오도시야                                | 006                    |                                                             |                        |                                   |
| 1 | AR 크림                | 10                     | 남부-동부 얄타                                      | 007                    |                                                             |                        |                                   |
| 1 | AR 크림                | 10                     | 남부-동부 수다크                                    | 008                    |                                                             |                        |                                   |
| 1 | AR 크림                | 10                     | 남부-동부 크라스노페레콥스크                        | 009                    |                                                             |                        |                                   |
| 1 | AR 크림                | 10                     | 남부-동부 바흐치사라이                              | 010                    |                                                             |                        |                                   |
| 2 | 빈니차주               | 8                      | 중앙 빈니차 (비셴카)                                | 011                    | 올렉산드르 돔브로우스키                                     | 51.37                  | 페트로 포로셴코 블록              |
| 2 | 빈니차주               | 8                      | 중앙 빈니차 (자모스티아)                            | 012                    | 올렉시이 포로셴코                                           | 64.04                  | 페트로 포로셴코 블록              |
| 2 | 빈니차주               | 8                      | 중앙 칼리니우카                                     | 013                    | 페트로 유르치신                                             | 44.79                  |                                   |
| 2 | 빈니차주               | 8                      | 중앙 주메린카                                       | 014                    | 이반 멜니츠후크                                             | 42.37                  | 페트로 포로셴코 블록              |
| 2 | 빈니차주               | 8                      | 중앙 샤르호로드                                     | 015                    | 이반 스포리스흐                                             | 34.04                  | 페트로 포로셴코 블록              |
| 2 | 빈니차주               | 8                      | 중앙 얌필                                           | 016                    | 로만 스타드니추크                                           | 21.76                  |                                   |
| 2 | 빈니차주               | 8                      | 중앙 라디진                                         | 017                    | 미콜라 쿠체르                                               | 47.63                  |                                   |
| 2 | 빈니차주               | 8                      | 중앙 일린치                                         | 018                    | 루슬란 뎀차크                                               | 51.68                  | 페트로 포로셴코 블록              |
| 3 | 볼린주                 | 5                      | 서부 볼로디미르볼린스키                             | 019                    | 이호르 후즈                                                 | 30.69                  | 인민전선                          |
| 3 | 볼린주                 | 5                      | 서부 호로히우                                       | 020                    | 세르히 마트리냐크                                           | 35.24                  |                                   |
| 3 | 볼린주                 | 5                      | 서부 코벨                                           | 021                    | 스테판 이바히우                                             | 63.49                  |                                   |
| 3 | 볼린주                 | 5                      | 서부 루츠크                                         | 022                    | 이호르 라핀                                                 | 24.24                  | 인민전선                          |
| 3 | 볼린주                 | 5                      | 서부 마네비치                                       | 023                    | 이호르 예레메예우/이리나 콘스탄케비치 (2016년 7월 보궐선거) | 40.43/57.42            | 무소속/UKROP                      |
| 4 | 드니프로페트로우스크주 | 17                     | 남부-동부 드니프로페트로우스크-인두스트리알니       | 024                    | 야키우 베즈바흐                                             | 30.90                  |                                   |
| 4 | 드니프로페트로우스크주 | 17                     | 남부-동부 드니프로페트로우스크-크라스노후아르디스키 | 025                    | 막심 쿠랴치                                                 | 27.90                  | 페트로 포로셴코 블록              |
| 4 | 드니프로페트로우스크주 | 17                     | 남부-동부 드니프로페트로우스크-바부스힌스키         | 026                    | 안드리 데니센코                                             | 36.18                  | 페트로 포로셴코 블록              |
| 4 | 드니프로페트로우스크주 | 17                     | 남부-동부 드니프로페트로우스크-즈호우트네비         | 027                    | 보리스 필라토우/테티아나 리츠코바 (2016년 7월 보궐선거)     | 56.66/44.57            |                                   |
| 4 | 드니프로페트로우스크주 | 17                     | 남부-동부 드니프로페트로우스크-례닌스키             | 028                    | 이반 쿨리첸코                                               | 33.50                  | 페트로 포로셴코 블록              |
| 4 | 드니프로페트로우스크주 | 17                     | 남부-동부 드니프로페트로우스크 (유이레이네)         | 029                    | 비탈리 쿠프리                                               | 29.71                  | 페트로 포로셴코 블록              |
| 4 | 드니프로페트로우스크주 | 17                     | 남부-동부 드니프로제르진스크                        | 030                    | 올렉산드르 두비닌                                           | 26.08                  | 페트로 포로셴코 블록              |
| 4 | 드니프로페트로우스크주 | 17                     | 남부-동부 크리비리흐-테르니우스키                   | 031                    | 코스탼틴 파울로우                                           | 33.36                  |                                   |
| 4 | 드니프로페트로우스크주 | 17                     | 남부-동부 크리비리흐-도우히네츠키                   | 032                    | 안드리 할첸코                                               | 24.75                  |                                   |
| 4 | 드니프로페트로우스크주 | 17                     | 남부-동부 크리비리흐-첸트랄노미스키                 | 033                    | 코스탼틴 우소우                                             | 28.43                  | 페트로 포로셴코 블록              |
| 4 | 드니프로페트로우스크주 | 17                     | 남부-동부 차리찬카                                  | 034                    | 올레흐 크리신                                               | 24.16                  |                                   |
| 4 | 드니프로페트로우스크주 | 17                     | 남부-동부 니코폴                                    | 035                    | 안드리 십코                                                 | 33.00                  |                                   |
| 4 | 드니프로페트로우스크주 | 17                     | 남부-동부 파블로흐라드                              | 036                    | 아르투르 마르토이츠키                                       | 50.40                  |                                   |
| 4 | 드니프로페트로우스크주 | 17                     | 남부-동부 크리비리흐                                | 037                    | 드니트로 스페노우                                           | 39.02                  |                                   |
| 4 | 드니프로페트로우스크주 | 17                     | 남부-동부 노보모스코우스크                          | 038                    | 바딤 네스테렌코                                             | 31.35                  |                                   |
| 4 | 드니프로페트로우스크주 | 17                     | 남부-동부 바실키우카                                | 039                    | 드미트로 야로시                                             | 29.76                  | 우익 섹터                         |
| 4 | 드니프로페트로우스크주 | 17                     | 남부-동부 마르하네츠                                | 040                    | 발렌틴 디디치                                               | 27.55                  | 페트로 포로셴코 블록              |
| 5 | 도네츠크주             | 21                     | 남부-동부 도네츠크-부디오니우스키                   | 041                    |                                                             |                        |                                   |
| 5 | 도네츠크주             | 21                     | 남부-동부 도네츠크-보로실로우스키                   | 042                    |                                                             |                        |                                   |
| 5 | 도네츠크주             | 21                     | 남부-동부 도네츠크-례닌스키                         | 043                    |                                                             |                        |                                   |
| 5 | 도네츠크주             | 21                     | 남부-동부 도네츠크-키로우스키                       | 044                    |                                                             |                        |                                   |
| 5 | 도네츠크주             | 21                     | 남부-동부 도네츠크-키이우스키                       | 045                    | 유힘 즈뱌힐스키                                             | 72.73                  |                                   |
| 5 | 도네츠크주             | 21                     | 남부-동부 아르테미우스크                            | 046                    | 세르히 클류예우                                             | 47.47                  |                                   |
| 5 | 도네츠크주             | 21                     | 남부-동부 슬로우얀스크                              | 047                    | 유리 솔로드                                                 | 34.17                  | 야권전선                          |
| 5 | 도네츠크주             | 21                     | 남부-동부 크라마토르스크                            | 048                    | 막심 예피모우                                               | 34.12                  |                                   |
| 5 | 도네츠크주             | 21                     | 남부-동부 코스탼티니우카                            | 049                    | 데니스 오멜랴노우이치                                       | 27.35                  |                                   |
| 5 | 도네츠크주             | 21                     | 남부-동부 크라스노아르미스크                        | 050                    | 예우헨 헬레르                                               | 39.54                  |                                   |
| 5 | 도네츠크주             | 21                     | 남부-동부 호를리우카                                | 051                    |                                                             |                        |                                   |
| 5 | 도네츠크주             | 21                     | 남부-동부 제르진스크                                | 052                    | 이로흐 스키랴                                               | 41.71                  |                                   |
| 5 | 도네츠크주             | 21                     | 남부-동부 예나키예베                                | 053                    | 올레흐 네다바                                               | 63.63                  |                                   |
| 5 | 도네츠크주             | 21                     | 남부-동부 샤흐타르스크                              | 054                    |                                                             |                        |                                   |
| 5 | 도네츠크주             | 21                     | 남부-동부 마키이우카-히르니츠키                     | 055                    |                                                             |                        |                                   |
| 5 | 도네츠크주             | 21                     | 남부-동부 마키이우카-첸트랄노미스키                 | 056                    |                                                             |                        |                                   |
| 5 | 도네츠크주             | 21                     | 남부-동부 마리우폴-일리이치우스키                   | 057                    | 세르히 마투옌코우                                           | 64.16                  |                                   |
| 5 | 도네츠크주             | 21                     | 남부-동부 마리우폴-즈호트네비                       | 058                    | 세르히 타루타                                               | 60.00                  |                                   |
| 5 | 도네츠크주             | 21                     | 남부-동부 마리인카                                  | 059                    |                                                             |                        |                                   |
| 5 | 도네츠크주             | 21                     | 남부-동부 볼노바하                                  | 060                    | 드미트로 루비네츠                                           | 48.18                  | 페트로 포로셴코 블록              |
| 5 | 도네츠크주             | 21                     | 남부-동부 스타로베셰베                              | 061                    |                                                             |                        |                                   |
| 6 | 지토미르주             | 6                      | 중앙 지토미르                                       | 062                    | 보리슬라우 로센블라트                                       | 20.81                  | 페트로 포로셴코 블록              |
| 6 | 지토미르주             | 6                      | 중앙 베르디치우                                     | 063                    | 올렉산드르 레베하                                           | 29.40                  |                                   |
| 6 | 지토미르주             | 6                      | 중앙 코로스텐                                       | 064                    | 볼로디미르 아레숀코우                                       | 41.03                  | 페트로 포로셴코 블록              |
| 6 | 지토미르주             | 6                      | 중앙 노보흐라드볼린스키                             | 065                    | 볼로디미르 리트빈                                           | 41.48                  |                                   |
| 6 | 지토미르주             | 6                      | 중앙 말린                                           | 066                    | 파울로 주블리크                                             | 19.10                  | 인민전선                          |
| 6 | 지토미르주             | 6                      | 중앙 추드니우                                       | 067                    | 빅토르 라즈바도우스키                                       | 37.19                  |                                   |
| 7 | 자카르파탸주           | 6                      | 서부 우지호로드                                     | 068                    | 로베르트 호루아트                                           | 21.58                  | 페트로 포로셴코 블록              |
| 7 | 자카르파탸주           | 6                      | 서부 무카체베                                       | 069                    | 빅토르 발로하                                               | 61.91                  |                                   |
| 7 | 자카르파탸주           | 6                      | 서부 스발랴바                                       | 070                    | 미할리오 라니오                                             | 38.75                  |                                   |
| 7 | 자카르파탸주           | 6                      | 서부 후스트                                         | 071                    | 파울로 발로하                                               | 44.62                  |                                   |
| 7 | 자카르파탸주           | 6                      | 서부 탸치우                                         | 072                    | 바실 페툐우카                                               | 68.04                  |                                   |
| 7 | 자카르파탸주           | 6                      | 서부 비노흐라디우                                   | 073                    | 이반 발로하                                                 | 44.86                  |                                   |
| 8 | 자포리자주             | 9                      | 남부-동부 자포리자-콤무나르스키                     | 074                    | 페트로 사바슈크                                             | 27.76                  | 페트로 포로셴코 블록              |
| 8 | 자포리자주             | 9                      | 남부-동부 자포리자-례닌스키                         | 075                    | 이호르 아르튜셴코                                           | 29.91                  | 페트로 포로셴코 블록              |
| 8 | 자포리자주             | 9                      | 남부-동부 자포리자-오르조니키제우스키               | 076                    | 미콜라 프롤로우                                             | 21.75                  | 페트로 포로셴코 블록              |
| 8 | 자포리자주             | 9                      | 남부-동부 자포리자-셰우첸키우스키                   | 077                    | 뱌체슬라브 후슬라예우                                       | 53.74                  |                                   |
| 8 | 자포리자주             | 9                      | 남부-동부 베르댠스크                                | 078                    | 올렉산드르 포노마료우                                       | 48.51                  |                                   |
| 8 | 자포리자주             | 9                      | 남부-동부 바실리우카                                | 079                    | 올렉산드르 흐리호르추크                                     | 21.94                  |                                   |
| 8 | 자포리자주             | 9                      | 남부-동부 멜리토폴                                  | 080                    | 예우헨 발리츠키                                             | 47.40                  |                                   |
| 8 | 자포리자주             | 9                      | 남부-동부 토크마크                                  | 081                    | 세르히 발렌티로우                                           | 24.51                  |                                   |
| 8 | 자포리자주             | 9                      | 남부-동부 폴로히                                    | 082                    | 바딤 크리우오캇코                                           | 36.00                  | 페트로 포로셴코 블록              |
| 9 | 이바노프란키우스크주   | 7                      | 서부 이바노프란키우스크                             | 083                    | 올렉산드르 셰우첸코                                         | 40.69                  | 페트로 포로셴코 블록              |
| 9 | 이바노프란키우스크주   | 7                      | 서부 티스메니차                                     | 084                    | 미할리오 도우벤코                                           | 18.26                  | 페트로 포로셴코 블록              |
| 9 | 이바노프란키우스크주   | 7                      | 서부 칼루시                                         | 085                    | 이호르 나살리크/빅토르 셰우첸코 (2016년 7월 보궐선거)       | 52.05/21.19            | 페트로 포로셴코 블록/UKROP        |
| 9 | 이바노프란키우스크주   | 7                      | 서부 돌리나                                         | 086                    | 아나톨리 디리우                                             | 22.30                  | 인민전선                          |
| 9 | 이바노프란키우스크주   | 7                      | 서부 나드비르나                                     | 087                    | 유리 데레우엔코                                             | 69.67                  | 자유                              |
| 9 | 이바노프란키우스크주   | 7                      | 서부 콜로미야                                       | 088                    | 유리 티모셴코                                               | 29.32                  | 인민전선                          |
| 9 | 이바노프란키우스크주   | 7                      | 서부 스냐틴                                         | 089                    | 유리 솔로우에이                                             | 23.07                  | 페트로 포로셴코 블록              |
| 10 | 키이우주               | 9                      | 중앙 빌라체르크바                                   | 090                    | 올렉산드르 마르첸코                                         | 23.66                  | 스보보다                          |
| 10 | 키이우주               | 9                      | 중앙 마카리우                                       | 091                    | 루슬란 솔우아르                                             | 50.96                  | 페트로 포로셴코 블록              |
| 10 | 키이우주               | 9                      | 중앙 우진                                           | 092                    | 비탈리 후젠코                                               | 27.03                  | 페트로 포로셴코 블록              |
| 10 | 키이우주               | 9                      | 중앙 미로니우카                                     | 093                    | 올렉산드르 오니셴코                                         | 35.77                  |                                   |
| 10 | 키이우주               | 9                      | 중앙 오부히우                                       | 094                    | 빅토르 로마뉴크                                             | 32.00                  | 인민전선                          |
| 10 | 키이우주               | 9                      | 중앙 이르핀                                         | 095                    | 미하일로 하우릴류크                                         | 19.43                  | 인민전선                          |
| 10 | 키이우주               | 9                      | 중앙 비슈호로드                                     | 096                    | 야로슬라우 모스칼렌코                                       | 26.28                  |                                   |
| 10 | 키이우주               | 9                      | 중앙 브로바리                                       | 097                    | 파울로 리자넨코                                             | 34.11                  | 페트로 포로셴코 블록              |
| 10 | 키이우주               | 9                      | 중앙 야호틴                                         | 098                    | 세르히 미셴코                                               | 40.41                  |                                   |
| 11 | 키로보흐라드주         | 5                      | 중앙 키로보흐라드                                   | 099                    | 코스티안틴 야리니츠                                         | 37.99                  | 페트로 포로셴코 블록              |
| 11 | 키로보흐라드주         | 5                      | 중앙 보브리네츠                                     | 100                    | 스타니슬라브 베레즈킨                                       | 28.02                  |                                   |
| 11 | 키로보흐라드주         | 5                      | 중앙 홀로바니우스크                                 | 101                    | 미할리오 포플라우스키                                       | 31.44                  |                                   |
| 11 | 키로보흐라드주         | 5                      | 중앙 즈나미얀카                                     | 102                    | 올레스 도우히                                               | 29.90                  |                                   |
| 11 | 키로보흐라드주         | 5                      | 중앙 올렉산드리야                                   | 103                    | 아나톨리 쿠즈멘코                                           | 35.52                  | 페트로 포로셴코 블록              |
| 12 | 루한스크주             | 11                     | 남부-동부 루한스크-아르테미우스키                   | 104                    |                                                             |                        |                                   |
| 12 | 루한스크주             | 11                     | 남부-동부 루한스크-조우트네비                       | 105                    |                                                             |                        |                                   |
| 12 | 루한스크주             | 11                     | 남부-동부 세베로도네츠크                            | 106                    | 예우헨 바쿨린                                               | 43.01                  | 야권전선                          |
| 12 | 루한스크주             | 11                     | 남부-동부 리시찬스크                                | 107                    | 세르히 두나예우                                             | 37.76                  |                                   |
| 12 | 루한스크주             | 11                     | 남부-동부 크라스니루치                              | 108                    |                                                             |                        |                                   |
| 12 | 루한스크주             | 11                     | 남부-동부 크라스노돈                                | 109                    |                                                             |                        |                                   |
| 12 | 루한스크주             | 11                     | 남부-동부 알체우스크                                | 110                    |                                                             |                        |                                   |
| 12 | 루한스크주             | 11                     | 남부-동부 스베르들로우스크                          | 111                    |                                                             |                        |                                   |
| 12 | 루한스크주             | 11                     | 남부-동부 루비주네                                  | 112                    | 울리 로페                                                   | 48.62                  |                                   |
| 12 | 루한스크주             | 11                     | 남부-동부 스바토베                                  | 113                    | 비탈리 쿠릴로                                               | 21.40                  |                                   |
| 12 | 루한스크주             | 11                     | 남부-동부 스타니차루한스카                          | 114                    | 유리 하르부즈/세르히 샤호우 (2016년 7월 보궐선거)           | 25.56/37.62            | 무소속/우리 영토                  |
| 13 | 르비우주               | 12                     | 서부 르비우-시크히우스키                            | 115                    | 드미트로 도브로도모우                                       | 42.10                  |                                   |
| 13 | 르비우주               | 12                     | 서부 르비우-잘리즈니츠니                            | 116                    | 이리나 포돌랴크                                             | 41.20                  | 자조당                            |
| 13 | 르비우주               | 12                     | 서부 르비우-프란키우스키                            | 117                    | 옥사나 유리네치                                             | 42.55                  | 페트로 포로셴코 블록              |
| 13 | 르비우주               | 12                     | 서부 르비우-리차키우스키                            | 118                    | 보흐단 두브네우비치                                         | 43.11                  | 페트로 포로셴코 블록              |
| 13 | 르비우주               | 12                     | 서부 브로디                                         | 119                    | 미하일로 본다르                                             | 26.36                  | 인민전선                          |
| 13 | 르비우주               | 12                     | 서부 호로도크                                       | 120                    | 야로슬라우 두브네비치                                       | 60.01                  | 페트로 포로셴코 블록              |
| 13 | 르비우주               | 12                     | 서부 드로호비치                                     | 121                    | 보흐단 마트키우스키                                         | 23.62                  |                                   |
| 13 | 르비우주               | 12                     | 서부 야보리우                                       | 122                    | 볼로디미르 파라슈크                                         | 56.56                  |                                   |
| 13 | 르비우주               | 12                     | 서부 페레미슐랴니                                   | 123                    | 타라스 바텐코                                               | 50.89                  | 페트로 포로셴코 블록              |
| 13 | 르비우주               | 12                     | 서부 소칼                                           | 124                    | 올레흐 무시                                                 | 29.86                  |                                   |
| 13 | 르비우주               | 12                     | 서부 스타리삼비르                                   | 125                    | 안드리 로푸샨스키                                           | 32.12                  |                                   |
| 13 | 르비우주               | 12                     | 서부 스트리                                         | 126                    | 안드리 키트                                                 | 30.64                  | 페트로 포로셴코 블록              |
| 14 | 미콜라이우주           | 6                      | 남부-동부 미콜라이우-자보즈키                       | 127                    | 보리스 코지르                                               | 33.17                  | 페트로 포로셴코 블록              |
| 14 | 미콜라이우주           | 6                      | 남부-동부 미콜라이우-례닌스키                       | 128                    | 아르템 일리우크                                             | 33.41                  |                                   |
| 14 | 미콜라이우주           | 6                      | 남부-동부 미콜라이우-첸트랄니                       | 129                    | 올렉산드르 졸로베츠키                                       | 39.63                  | 페트로 포로셴코 블록              |
| 14 | 미콜라이우주           | 6                      | 남부-동부 바슈탄카                                  | 130                    | 안드리 바다투르스키                                         | 43.75                  | 페트로 포로셴코 블록              |
| 14 | 미콜라이우주           | 6                      | 남부-동부 보즈네센스크                              | 131                    | 올렉산드르 리비크                                           | 20.37                  | 페트로 포로셴코 블록              |
| 14 | 미콜라이우주           | 6                      | 남부-동부 페르보마이스크                            | 132                    | 아르카디 코르나츠키                                         | 34.82                  | 페트로 포로셴코 블록              |
| 15 | 오데사주               | 11                     | 남부-동부 오데사-키이우스키                         | 133                    | 에두아르드 마트비추크                                       | 24.20                  |                                   |
| 15 | 오데사주               | 11                     | 남부-동부 오데사-말리노우스키                       | 134                    | 헨나디 체키타                                               | 38.34                  | 페트로 포로셴코 블록              |
| 15 | 오데사주               | 11                     | 남부-동부 오데사-프리모르스키                       | 135                    | 세르히 키발로우                                             | 28.80                  |                                   |
| 15 | 오데사주               | 11                     | 남부-동부 오데사-수보로우스키                       | 136                    | 드미트로 홀루보우                                           | 30.31                  | 페트로 포로셴코 블록              |
| 15 | 오데사주               | 11                     | 남부-동부 코토우스크                                | 137                    | 레오니드 클리모우                                           | 30.88                  |                                   |
| 15 | 오데사주               | 11                     | 남부-동부 시랴에우                                  | 138                    | 이반 푸르신                                                 | 35.01                  |                                   |
| 15 | 오데사주               | 11                     | 남부-동부 로즈딜나                                  | 139                    | 올렉산드르 프레스만                                         | 42.54                  |                                   |
| 15 | 오데사주               | 11                     | 남부-동부 빌랴이우카                                | 140                    | 바실 훌랴에우                                               | 29.28                  |                                   |
| 15 | 오데사주               | 11                     | 남부-동부 타타르부나리                              | 141                    | 비탈리 바르비넨코                                           | 26.66                  |                                   |
| 15 | 오데사주               | 11                     | 남부-동부 아르치즈                                  | 142                    | 안톤 키세                                                   | 52.96                  |                                   |
| 15 | 오데사주               | 11                     | 남부-동부 이즈마일                                  | 143                    | 올렉산드르 우르반스키                                       | 23.76                  | 강한 우크라이나                   |
| 16 | 폴타바주               | 8                      | 중앙 폴타바-옥탸브르스키                            | 144                    | 세르히 카플린                                               | 46.30                  | 페트로 포로셴코 블록              |
| 16 | 폴타바주               | 8                      | 중앙 폴타바-키이우스키                              | 145                    | 유리 부블랴크                                               | 22.60                  | 스보보다                          |
| 16 | 폴타바주               | 8                      | 중앙 크레멘추크                                     | 146                    | 유리 샤포우아로우                                           | 22.67                  |                                   |
| 16 | 폴타바주               | 8                      | 중앙 미르호로드                                     | 147                    | 올레흐 쿨리니치                                             | 21.19                  |                                   |
| 16 | 폴타바주               | 8                      | 중앙 루브니                                         | 148                    | 코스탼틴 이스체이킨                                         | 22.75                  | 페트로 포로셴코 블록              |
| 16 | 폴타바주               | 8                      | 중앙 카를리우카                                     | 149                    | 안드리 레카                                                 | 25.19                  | 인민전선                          |
| 16 | 폴타바주               | 8                      | 중앙 콤소몰스크                                     | 150                    | 코스탼틴 제바호                                             | 43.81                  |                                   |
| 16 | 폴타바주               | 8                      | 중앙 로흐비차                                       | 151                    | 타라스 쿠토비/루슬란 보흐단 (2016년 7월 보궐선거)           | 62.86/21.64            | 페트로 포로셴코 블록/바티키우시나 |
| 17 | 리우네주               | 5                      | 서부 리우네                                         | 152                    | 올레흐 오수호우스키                                         | 24.51                  | 스보보다                          |
| 17 | 리우네주               | 5                      | 서부 오스트로흐                                     | 153                    | 유리 보즈뉴크                                               | 35.66                  | 인민전선                          |
| 17 | 리우네주               | 5                      | 서부 두브노                                         | 154                    | 올렉산드르 데흐탸르추크                                     | 21.01                  | 페트로 포로셴코 블록              |
| 17 | 리우네주               | 5                      | 서부 두브로비차                                     | 155                    | 바실 야니츠키                                               | 28.68                  | 페트로 포로셴코 블록              |
| 17 | 리우네주               | 5                      | 서부 샤르니                                         | 156                    | 세르히 예우투쇼크                                           | 27.63                  | 바티키우시나                      |
| 18 | 수미주                 | 6                      | 중앙 수미                                           | 157                    | 올레흐 메두니차                                             | 31.02                  | 인민전선                          |
| 18 | 수미주                 | 6                      | 중앙 빌로필랴                                       | 158                    | 올렉산드르 수호냐코                                         | 28.08                  | 페트로 포로셴코 블록              |
| 18 | 수미주                 | 6                      | 중앙 흘루히우                                       | 159                    | 안드리 데르카치                                             | 61.84                  |                                   |
| 18 | 수미주                 | 6                      | 중앙 쇼스트카                                       | 160                    | 이호르 몰로토크                                             | 46.15                  |                                   |
| 18 | 수미주                 | 6                      | 중앙 롬니                                           | 161                    | 미콜라 라우리크                                             | 21.50                  | 페트로 포로셴코 블록              |
| 18 | 수미주                 | 6                      | 중앙 오흐티르카                                     | 162                    | 울라디슬라우 부하례우                                       | 20.26                  | 바티키우시나                      |
| 19 | 테르노필주             | 5                      | 서부 테르노필                                       | 163                    | 타라스 파스투흐                                             | 35.45                  |                                   |
| 19 | 테르노필주             | 5                      | 서부 즈바라주                                       | 164                    | 미하일로 홀로우코                                           | 35.58                  | 스보보다                          |
| 19 | 테르노필주             | 5                      | 서부 즈보리우                                       | 165                    | 타라스 유리크                                               | 52.96                  | 페트로 포로셴코 블록              |
| 19 | 테르노필주             | 5                      | 서부 테레보블랴                                     | 166                    | 미콜라 류슈냐크                                             | 40.48                  | 페트로 포로셴코 블록              |
| 19 | 테르노필주             | 5                      | 서부 초르트키브                                     | 167                    | 올레흐 바르나                                               | 28.53                  | 페트로 포로셴코 블록              |
| 20 | 하르키우주             | 14                     | 남부-동부 하르키우-제르진스키                       | 168                    | 발레리 피사렌코                                             | 30.98                  |                                   |
| 20 | 하르키우주             | 14                     | 남부-동부 하르키우-키이우스키                       | 169                    | 올렉산드르 키르시                                           | 24.71                  | 인민전선                          |
| 20 | 하르키우주             | 14                     | 남부-동부 하르키우-모스코우스키                     | 170                    | 드미트로 스뱌타시                                           | 34.01                  |                                   |
| 20 | 하르키우주             | 14                     | 남부-동부 하르키우-프룬젠스키                       | 171                    | 비탈리 호무티니크                                           | 29.79                  |                                   |
| 20 | 하르키우주             | 14                     | 남부-동부 하르키우-오르조니키제우스키               | 172                    | 볼로디미르 미시크                                           | 54.34                  |                                   |
| 20 | 하르키우주             | 14                     | 남부-동부 하르키우-코민테르니우스키                 | 173                    | 아나톨리 데니센코                                           | 42.05                  |                                   |
| 20 | 하르키우주             | 14                     | 남부-동부 하르키우-례닌스키                         | 174                    | 올렉산드르 펠드만                                           | 64.94                  |                                   |
| 20 | 하르키우주             | 14                     | 남부-동부 데르하치                                  | 175                    | 볼로디미르 카추바                                           | 35.17                  |                                   |
| 20 | 하르키우주             | 14                     | 남부-동부 추후이우                                  | 176                    | 드미트로 셴체우                                             | 54.80                  |                                   |
| 20 | 하르키우주             | 14                     | 남부-동부 쿠피얀스크                                | 177                    | 빅토르 오스탑추크                                           | 47.70                  |                                   |
| 20 | 하르키우주             | 14                     | 남부-동부 발라클리야                                | 178                    | 드미트로 도브킨                                             | 33.05                  |                                   |
| 20 | 하르키우주             | 14                     | 남부-동부 크라스노흐라드                            | 179                    | 아나톨리 히르시펠드                                         | 24.23                  |                                   |
| 20 | 하르키우주             | 14                     | 남부-동부 졸로치우                                  | 180                    | 올렉산드르 빌로볼                                           | 53.03                  |                                   |
| 20 | 하르키우주             | 14                     | 남부-동부 즈미이우                                  | 181                    | 예우헤니 무라예우                                           | 48.95                  |                                   |
| 21 | 헤르손주               | 5                      | 남부-동부 헤르손-수보로우스키                       | 182                    | 올렉산드르 스피바코우스키                                   | 21.60                  | 페트로 포로셴코 블록              |
| 21 | 헤르손주               | 5                      | 남부-동부 헤르손-콤소몰스키                         | 183                    | 안드리 호르데예우/유리 오다르첸코 (2016년 7월 보궐선거)     | 27.28/25               | 페트로 포로셴코 블록/바티키우시나 |
| 21 | 헤르손주               | 5                      | 남부-동부 노바카호우카                              | 184                    | 이반 빈니크                                                 | 18.13                  | 페트로 포로셴코 블록              |
| 21 | 헤르손주               | 5                      | 남부-동부 카호우카                                  | 185                    | 세르히 크흘란                                               | 39.04                  | 페트로 포로셴코 블록              |
| 21 | 헤르손주               | 5                      | 남부-동부 추루핀스크                                | 186                    | 페디르 네호이                                               | 27.47                  |                                   |
| 22 | 흐멜니츠키주           | 7                      | 중앙 흐멜니츠키                                     | 187                    | 세르히 멜니크                                               | 33.37                  |                                   |
| 22 | 흐멜니츠키주           | 7                      | 중앙 흐멜니츠키 (와 인근)                           | 188                    | 세르히 라바주크                                             | 35.81                  |                                   |
| 22 | 흐멜니츠키주           | 7                      | 중앙 크라실리우                                     | 189                    | 안드리 신코우이치                                           | 17.99                  |                                   |
| 22 | 흐멜니츠키주           | 7                      | 중앙 셰페티브카                                     | 190                    | 로만 마촐라                                                 | 30.18                  | 페트로 포로셴코 블록              |
| 22 | 흐멜니츠키주           | 7                      | 중앙 스타로코스탼티니우                             | 191                    | 비크토르 본다르                                             | 18.61                  |                                   |
| 22 | 흐멜니츠키주           | 7                      | 중앙 두나이우치                                     | 192                    | 올렉산드르 헤레하                                           | 73.77                  |                                   |
| 22 | 흐멜니츠키주           | 7                      | 중앙 카미야네치포딜스키                             | 193                    | 볼로디미르 멜니첸코                                         | 33.70                  |                                   |
| 23 | 체르카시주             | 7                      | 중앙 체르카시-프리드니프로우스키                    | 194                    | 올레흐 페트렌코                                             | 41.15                  | 페트로 포로셴코 블록              |
| 23 | 체르카시주             | 7                      | 중앙 체르카시-소스니우스키                          | 195                    | 볼로디미르 주비크                                           | 31.26                  |                                   |
| 23 | 체르카시주             | 7                      | 중앙 코르순셰우첸키우스키                           | 196                    | 헨나디 보보우                                               | 30.04                  |                                   |
| 23 | 체르카시주             | 7                      | 중앙 카니우                                         | 197                    | 울라디슬라우 홀루브                                         | 34.16                  | 페트로 포로셴코 블록              |
| 23 | 체르카시주             | 7                      | 중앙 스밀라                                         | 198                    | 세르히 루디크                                               | 21.45                  |                                   |
| 23 | 체르카시주             | 7                      | 중앙 자슈키우                                       | 199                    | 발렌틴 니치포렌코                                           | 44.30                  |                                   |
| 23 | 체르카시주             | 7                      | 중앙 우만                                           | 200                    | 안톤 야첸코                                                 | 57.41                  |                                   |
| 24 | 체르니우치주           | 4                      | 서부 체르니우치                                     | 201                    | 미콜라 페도루크                                             | 34.47                  | 인민전선                          |
| 24 | 체르니우치주           | 4                      | 서부 스토로지네츠                                   | 202                    | 이반 리바크                                                 | 21.28                  | 페트로 포로셴코 블록              |
| 24 | 체르니우치주           | 4                      | 서부 노보셀리차                                     | 203                    | 흐리호리 티미시                                             | 28.74                  | 페트로 포로셴코 블록              |
| 24 | 체르니우치주           | 4                      | 서부 호틴                                           | 204                    | 막심 부르바크                                               | 24.22                  | 인민전선                          |
| 25 | 체르니히우주           | 6                      | 중앙 체르니히우-데스냔스키                          | 205                    | 발레리 쿨리히/세르히 베레젠코 (2015년 7월 보궐선거)         | 27.98/35.90            | 페트로 포로셴코 블록 (양측 전부)  |
| 25 | 체르니히우주           | 6                      | 중앙 체르니히우-노보자보즈키                        | 206                    | 울라디슬라우 아트로셴코/막심 미키타스 (2016년 7월 보궐선거) | 51.34/31.45            | 페트로 포로셴코 블록/무소속       |
| 25 | 체르니히우주           | 6                      | 중앙 코리우키우카                                   | 207                    | 아나톨리 예우라코우                                         | 37.59                  | 페트로 포로셴코 블록              |
| 25 | 체르니히우주           | 6                      | 중앙 바흐마치                                       | 208                    | 발레리 다비덴코                                             | 38.86                  | 자스투프                          |
| 25 | 체르니히우주           | 6                      | 중앙 니진                                           | 209                    | 올렉산드르 코돌라                                           | 26.88                  | 인민전선                          |
| 25 | 체르니히우주           | 6                      | 중앙 프릴루키                                       | 210                    | 올레흐 드미트렌코                                           | 27.58                  | 페트로 포로셴코 블록              |
| 26 | 키이우시               | 13                     | 중앙 키이우-홀로시이우스키                          | 211                    | 예우헨 리브친스키                                           | 34.39                  | 페트로 포로셴코 블록              |
| 26 | 키이우시               | 13                     | 중앙 키이우-다르니츠키                              | 212                    | 비탈리 스타슈크                                             | 36.75                  | 인민전선                          |
| 26 | 키이우시               | 13                     | 중앙 키이우-데스냔스키                              | 213                    | 보리슬라우 베레자                                           | 29.44                  |                                   |
| 26 | 키이우시               | 13                     | 중앙 키이우-드니프로우스키                          | 214                    | 빅토르 추마크                                               | 51.52                  | 페트로 포로셴코 블록              |
| 26 | 키이우시               | 13                     | 중앙 키이우-데스냔스키 (소 드니프로우스키)          | 215                    | 안드리 일렌코                                               | 39.55                  | 스보보다                          |
| 26 | 키이우시               | 13                     | 중앙 키이우-드니프로우스키 (소 다르니츠키)          | 216                    | 올렉산드르 수프루넨코                                       | 24.46                  |                                   |
| 26 | 키이우시               | 13                     | 중앙 키이우-오볼론스키                              | 217                    | 안드리 빌레츠키                                             | 33.75                  |                                   |
| 26 | 키이우시               | 13                     | 중앙 키이우-스뱌토신스키 (소 오볼론스키)            | 218                    | 볼로디미르 아리예우                                         | 63.46                  | 페트로 포로셴코 블록              |
| 26 | 키이우시               | 13                     | 중앙 키이우-스뱌토신스키                            | 219                    | 올렉산드르 트레티야코우                                     | 44.91                  | 페트로 포로셴코 블록              |
| 26 | 키이우시               | 13                     | 중앙 키이우-포딜스키                                | 220                    | 뱌체슬라우 콘스탄티노우스키                                 | 32.47                  | 인민전선                          |
| 26 | 키이우시               | 13                     | 중앙 키이우-페체르스키                              | 221                    | 레오니드 예메츠                                             | 37.70                  | 인민전선                          |
| 26 | 키이우시               | 13                     | 중앙 키이우-솔로먄스키                              | 222                    | 드미트로 안드리예우스키                                     | 57.29                  | 페트로 포로셴코 블록              |
| 26 | 키이우시               | 13                     | 중앙 키이우-셰우첸키우스키                          | 223                    | 유리 레우첸코                                               | 37.30                  | 스보보다                          |
| 27 | 세바스토폴             | 2                      | 남부-동부 세바스토폴-가가린스키                     | 224                    |                                                             |                        |                                   |
| 27 | 세바스토폴             | 2                      | 남부-동부 세바스토폴-레닌스키                       | 225                    |                                                             |                        |                                   |
| 참조: 선거구.^ 선거구는 행정구역과 동일하지 않으며, 하나의 선거구가 여러 도시, 마을, 지역 등 여러 개의 하위 행정구역을 포괄할 수 있다. |                        |                        |                                                     |                        |                                                             |                        |                                   |

## 보궐선거

### 2015년
2015년 7월 26일에는 제205선거구(체르니히우 지역)에서 보궐선거가 열렸다. 2014년 선거에 당선되었던 발레리 쿨리히가 체르니히우주의 주지사로 임명되어 의원직을 내려놓아 열렸다. 이 보궐선거에는 총 91명이 후보로 등록했는데 그 중 8명이 정당에서 경선을 통해 지명된 후보였고 나머지는 자체적으로 나온 무소속 후보이다. 선거 당일 투표용지는 약 1 m까지 길어졌다. 선거 직전까지 총 36명의 후보가 사퇴했다. 선거 운동 기간에는 지지율이 가장 높던 헨나디 코르반과 세르히 베레젠코 두 후보가 유권자 매수, 상호 네거티브 선거 운동, 기타 여러 선거법 위반에 관련된 추문에 휩싸였다.
선거 결과 페트로 포로셴코 블록 정당 후보의 베레젠코가 35.90%의 지지율로 승리했다. 그 다음으로 많은 득표를 기록한 후보는 UKROP의 코르반 후보로 14.76%를 기록했다. 공식 투표율은 35.3%로 집계되었다.

### 2016년
2016년 7월 17일 보궐선거에서는 제23, 27, 85, 114, 151, 183, 206선거구 등 총 7개 소선거구에서 치러졌다. 제23선거구에서는 2014년 당시 당선된 의원이었던 이호르 예레메예우의 사망으로 열리며, 나머지 선거구는 2015년 우크라이나 지방 선거 출마를 위해 사퇴한 선거구의 보궐선거이다. 투표율은 약 50%에서 20% 미만까지 다양했다. 2016년 보궐선거는 총 57명의 국제 옵서버의 감독 하에 치러졌다.
제114선거구(스타니차루한스카 지역)에서는 선거위원회의 여러 위원이 개표를 거부하여 집계가 중단되었다. 같은 선거구에서 선거법 위반에 대한 총 14건의 형사재판이 열렸다. 제151선거구에서는 7월 21일에 최종 결과를 발표했다.
| 2016년 7월 17일 보궐선거 결과 | 2016년 7월 17일 보궐선거 결과 | 2016년 7월 17일 보궐선거 결과 | 2016년 7월 17일 보궐선거 결과               | 2016년 7월 17일 보궐선거 결과 | 2016년 7월 17일 보궐선거 결과 | 2016년 7월 17일 보궐선거 결과 | 2016년 7월 17일 보궐선거 결과 |
| 지역                          | 지역                          | 지역                          | 선거구[선거구]                              | 선거구[선거구]                | 후보                          | 투표율                        | 소속정당                      |
| No.                           | 명칭                          | 선거구 No.                    | 지역명 및 위치                              | No.                           | 후보                          | 투표율                        | 소속정당                      |
| ----------------------------- | ----------------------------- | ----------------------------- | ------------------------------------------- | ----------------------------- | ----------------------------- | ----------------------------- | ----------------------------- |
| 3                             | 볼린주                        | 5                             | 서부 마네비치                               | 023                           | 이리나 콘스탄케비치           | 57.42                         | UKROP                         |
| 4                             | 드니프로페트로우스크주        | 17                            | 남부-동부 드니프로페트로우스크-즈호우트네비 | 027                           | 테티아나 리츠코바             | 44.57                         | BPP                           |
| 9                             | 이바노프란키우스크주          | 7                             | 서부 칼루시                                 | 085                           | 빅토르 셰우첸코               | 21.19                         | UKROP                         |
| 12                            | 루한스크주                    | 11                            | 남부-동부 스타니차루한스카                  | 114                           | 세르히 샤호우                 | 37.62                         | 우리 영토                     |
| 16                            | 폴타바주                      | 8                             | 중부 로흐비차                               | 151                           | 루슬란 보흐단                 | 21.64                         | 바티키우시나                  |
| 21                            | 헤르손주                      | 5                             | 남부-동부 헤르손-콤소몰스키                 | 183                           | 유리 오다르첸코               | 25                            | 바티키우시나                  |
| 25                            | 체르니히우주                  | 6                             | 중부 체르니히우-노보자보즈키                | 206                           | 막심 미키타스                 | 31.45                         |                               |

## 같이 보기
- 2014년 우크라이나 대통령 선거
- 돈바스 전쟁